# هوقل
الهَوْقَل أو اليَحبُوب أو سِنجاب الأرْض أو السِنجاب الأرْضي (الاسم العلمي: Spermophilus) هو جنس من الحيوانات يتبع الفصيلة السنجابية من رتبة القوارض.
وتسمى بعض أنواع الوقل الأوراسية في بعض الأحيان السَصْلَق أو السوسلك (بالإنجليزية: suslik)‏. وتأتي هذه التسمية من الاسم الروسي суслик، سسليكس. وتعني التسمية العلمية لهذا الجنس «محبو البذور».
ويمكن أن يحمل الهوقل البراغيث التي تنقل الأمراض للإنسان (أنظر طاعون لندن العظيم) (Black Plague) كما يكون مدمرًا نظرًا لقيامه بشق الأنفاق تحت المساكن التي يقطنها الإنسان. وعلى الرغم من قدرة سنجاب الأرض على التسلق، إلا أن معظم أنواعه تعيش في مساكن مفتوحة ليس بها أشجار.

## أنواع
- قائمة أنواع الهوقل

## نبذة عن التصنيف
لقد تم إجراء مراجعة عامة في عام 2007 باستخدام تحاليل علم الوراثة العرقي وباستخدام جين المتقدرة السيتوكروم ب (cytochrome b). ولقد أسفرت هذه المراجعة عن تقسيم الهوقل إلى ثمانية أجناس تم تسمية كل منها إلى جانب كلاب البراري والمرموط وسنجاب الظباء باسم فرع حيوي له رقم محدد. وتكون العلاقات الدقيقة بين هذه الفروع الحيوية غير واضحة بعض الشيء. ومن بين هذه الفروع الحيوية، ظل 11 منها ولا سيما أنواع بالياركتك (Palearctic) تندرج تحت جنس هوقل بكل ما تحمله الكلمة من معنى (بالمعنى الحرفي للكلمة).